# Musée d'Art contemporain de Buenos Aires
Le Musée d'Art contemporain de Buenos Aires (en espagnol : Museo de Arte Contemporáneo de Buenos Aires), également connu sous le nom de MACBA, est un musée d'art situé à San Telmo, un quartier de la ville de Buenos Aires, en Argentine.

## Histoire
Le musée est inauguré en 2012 en tant que fondation Aldo Rubino, du nom de ce collectionneur d'art contemporain. Rubino rassemble, depuis les années 1980, des œuvres aussi bien locales qu'internationales. La façade du musée est conçue par le cabinet d'architecture Vila Sebastián. Lors de son ouverture en 2012, le musée présentait 150 œuvres, dont des œuvres d'art d'artistes italiens, américains, espagnols et français. En 2013, pendant quatre mois, le musée a accueilli 15 000 visiteurs. Depuis 2020, le musée fait partie de la plateforme Google Arts & Culture.

## Collections
La collection du musée compte plus de 500 œuvres d'artistes tels que Raúl Lozza, Julio Le Parc, Victor Vasarely, Enio Iommi et Gyula Košice.

## Expositions
En 2016, 32 œuvres de la photographe Adriana Lestido sont exposées au musée. Toujours en 2016, une exposition sur la sculpture moderne est présentée au musée. En 2017, le musée présente une exposition présentant des œuvres d'art d'Eduardo Mac Entyre. En avril 2018, le musée présente une exposition sur l'art latino-américain qui comprenait des œuvres de Martha Boto, Estefanía Landesmann, Guillermo Kuitca et Enio Iommi. En novembre 2018, des concerts performatifs sont présentés au musée. En 2021, le musée organise une exposition sur la peinture géométrique d'Argentine contenant des œuvres d'Alfredo Londaibere, Graciela Hasper, Gumier Maier, Maria Martorell, Gilda Picabea, Pablo Siquier, Hilda Mans, Mariela Scafati, Fabián Burgos, Silvia Gurfein, Tulio de Sagastizabal et Madeleine Jitrik.